# 太原黄耆
太原黄耆（学名：Astragalus taiyuanensis）为豆科黄芪属的植物，为中国的特有植物。分布于中国大陆的陕西、山西等地，生长于海拔1,000米的地区，一般生长在山坡，目前尚未由人工引种栽培。